# 警署警長
警署警長（英文：Station Sergeant，縮寫：SSGT）俗稱「士沙／時沙」、「雞仔餅」、「蟹蓋」、「咩喳」和「鬼王」，在1972年警務處架構重整後設立，是香港警察職級中最高級員佐級職級，屬於初級警務人員，位於警長之上、見習督察之下，負責擔任小隊指揮官或小隊副指揮官。截至2009年底，香港有逾1,300名警署警長。根據紀律人員薪俸及服務條件常務委員會於2009年中所公布的報告，警署警長平均的在任期為1年5個月。

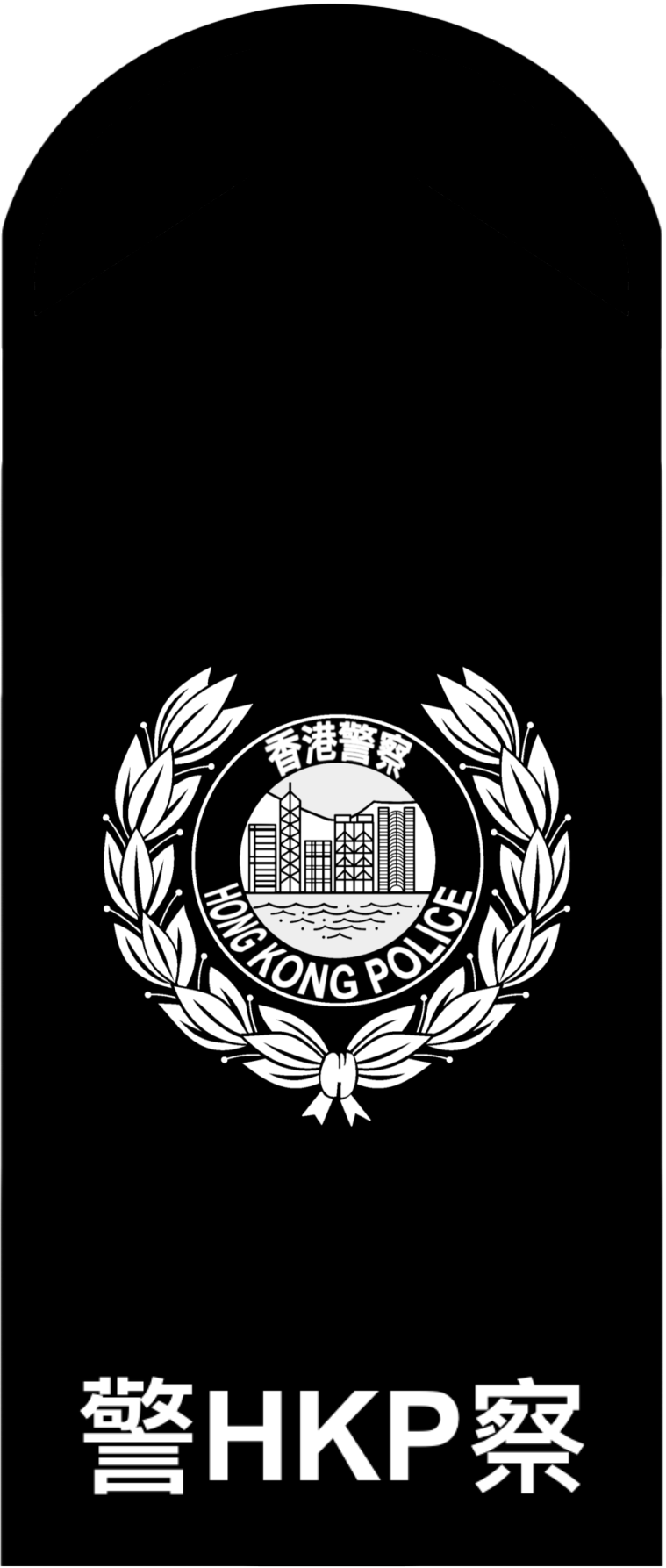
香港警務處警署警長肩章

## 徽章衣飾
警署警長的襯衣為白色，肩章以英國陸軍的士官長/準尉為藍本，是一枚無香港區徽的香港警察徽章。當特別情況下，警長署任警署警長時，該警署警長則會身穿藍色恤衫但佩戴警署警長的肩章。

## 俗稱由來

### 士沙／時沙
士沙詞中，士指士官，沙指沙展，加上警署警長的英文簡稱音讀與中文意思不謀與合，因此俗稱為士沙。

### 雞仔餅、蟹蓋
雞仔餅、蟹蓋之稱源於香港回歸前後，警署警長的肩章及臂章類似食用的雞仔餅或蟹蓋，因而得名。

### 咩喳
因為警署警長職級相若於軍銜中的士官長及1972年改制前的一等高級警長，而士官長及一等高級警長的英文職稱都是Sergeant Major，因為Major之名，得來咩喳音譯俗稱。

### 鬼王
因為警署警長職級相若於軍銜中的准尉，因此得來相若俗稱。

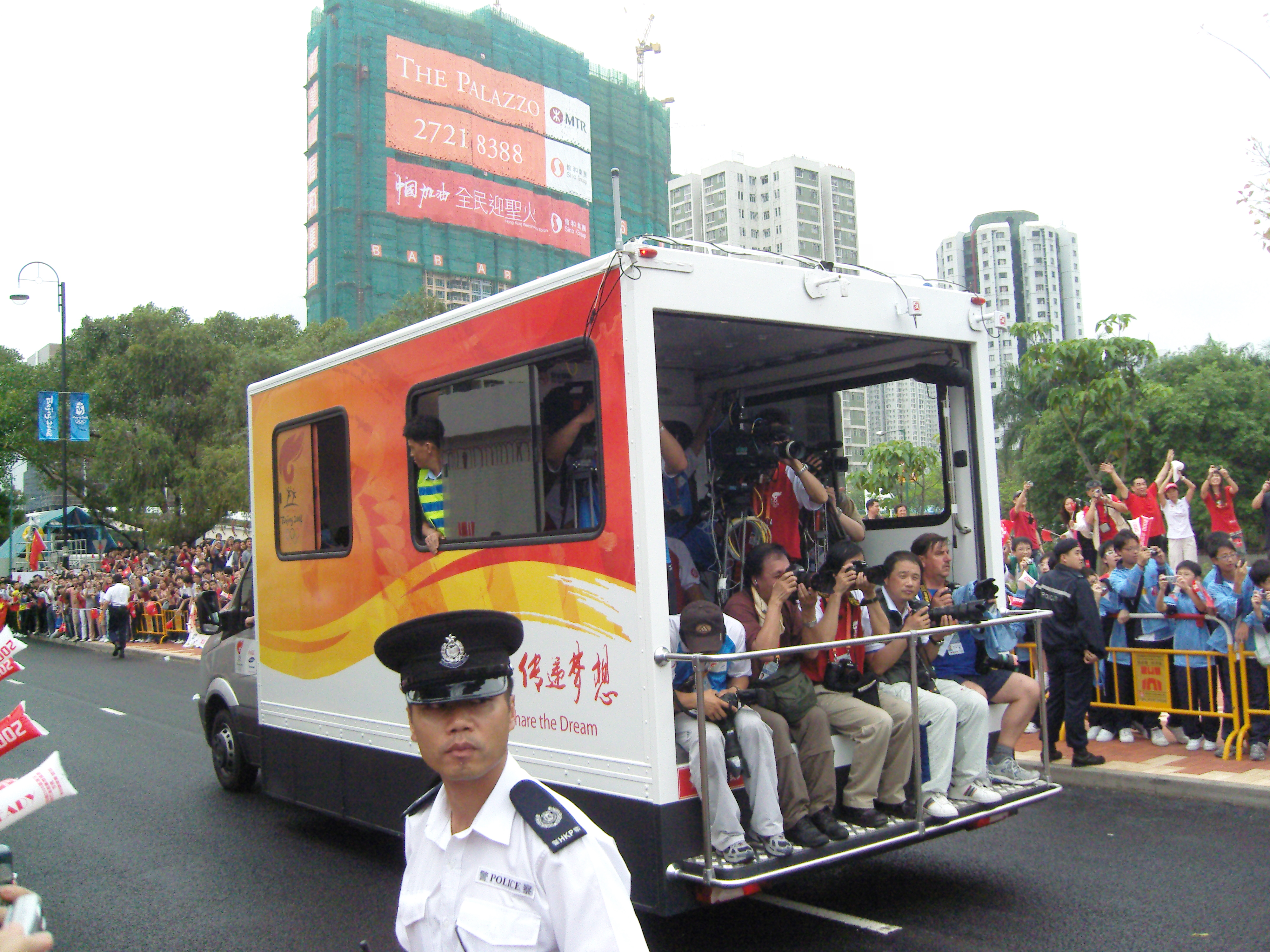
於2008年夏季奧林匹克運動會香港區火炬接力中負責指揮的警署警長。

## 晉升途徑
警署警長晉升為見習督察有兩個途徑，包括：《聘用警署警長為選拔委任計劃》和公開招聘程序。

### 《聘用警署警長為督察選拔委任計劃》
聘用警署警長為督察選拔委任計劃，通過遴選，須要進入香港警察學院接受為期13週的訓練。

### 公開招募程序
警署警長可以透過公開招募程序（此途徑由2003年起開放予初級警務人員申請）直接投考見習督察職級，無須經由內部推薦。

## 降級可能
警署警長若然降級，會降回至警長職級。

## 著名警署警長
- 伍強：已退休，1978年任職警員巡邏時被槍擊，導致下半身癱瘓，需以輪椅代步，重返警隊後成為香港首名「輪椅警察」。2001年升至警署警長，2013年退休，期間曾任香港輪椅藍球代表隊成員及教練，2016年獲選為「十大再生勇士」之一。